# HD49010
HD49010 — подвійна зоря. 
Дана подвійна система має видиму зоряну величину в смузі V приблизно 8,9.

## Подвійна зоря
Головна зоря цієї системи належить до хімічно пекулярних зір й має спектральний клас A1.
В той же час спектральний клас іншої компоненти залишається  ще не визначеним.